# Es Saddik Hammouni Anas
Es Saddik Hammouni Anas (* 13. November 1995) ist ein algerischer Leichtathlet, der sich auf den Sprint spezialisiert hat.

## Sportliche Laufbahn
Erste internationale Erfahrungen sammelte Es Saddik Hammouni Anas im Jahr 2022, als er bei den Mittelmeerspielen in Oran in 46,77 s den sechsten Platz im 400-Meter-Lauf belegte. Anschließend gewann er bei den Islamic Solidarity Games in Konya mit der algerischen 4-mal-400-Meter-Staffel in 3:04,52 min die Silbermedaille hinter dem marokkanischen Team. 2024 schied er bei den Afrikaspielen in Accra mit 47,69 s in der ersten Runde über 400 Meter aus und belegte mit der Staffel in 3:08,08 min den siebten Platz.
2023 wurde Hammouni Anas algerischer Meister im 400-Meter-Lauf.

## Persönliche Bestleistungen
- 400 Meter: 46,06 s, 25. Juli 2023 in Algier